# TVN Turbo

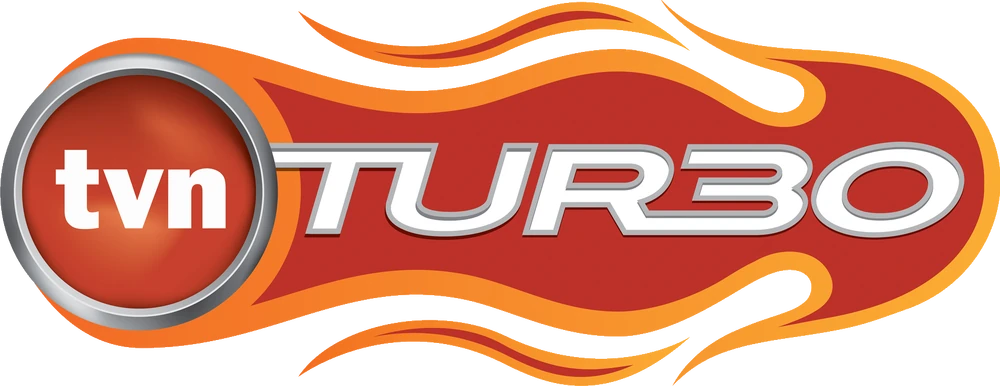
Ehemaliges Logo von 2003–2009

TVN Turbo ist ein polnischer Motorsportsender mit Motorsendungen sowie Unterhaltungssendungen desselben Typs. Der Nischensender startete am 12. Dezember 2003. Konkurrenzsender sind Polsat Play und BBC Brit.

## Geschichte
TVN Turbo startete am 12. Dezember 2003 um 18:00 Uhr als der erste Motorsportsender in Polen. TVN Turbo gehört zur TVN-Gruppe. Der erste Programmchef war Grzegorz Płaza. Zu Beginn wurden Sendungen wie Top Gear oder Eigenproduktionen wie Legendy PRL (Die PRL Legenden) oder Zakup kontrolowany (Kontrollierter Einkauf) übertragen. Derzeit ist Przemysław Kwiatkowski Programmchef. Der Marktanteil ist überschaubar: Im Dezember 2012 wurden 190.921 Zuschauer registriert.

## Programm
- Absurdy Drogowe
- Zakup kontrolowany
- Legendy PRL
- 101 napraw
- Raport Turbo
- Raport końcowy
- Uwaga! Pirat!
- Złodzieje
- Najgorsze pościgi policyjne w Polsce
- A2 - Kierunek zachód
- Nowy Gadżet